# Batalla de Fuente del Rodeo
La Batalla  Fuerte del Rodeo fue el primer encuentro armado entre la República Dominicana y Haití con el fin de defender la reciente independencia dominicana del dominio haitiano. Se libró el 13 de marzo de 1844 en la provincia de Bahoruco. El ejército dominicano estaba dirigido por el general Fernando Tavera y el ejército haitiano, que superaba en cantidad al dominicano, estaba al mando del comandante y presidente Charles Rivière-Hérard. Los dominicanos iban a la batalla con piedras, cuchillos, machetes, lanzas, garrotes y fusiles. El número de bajas fue indeterminado.

## Campaña
El plan de invasión de Hérard consistía en el envío de tres columnas que sumaban un total de 20.000 soldados. La primera, capitaneada por Jean-Louis Pierrot, iría por el norte contra Puerto Plata y Santiago de los Caballeros. La segunda, comandada por el presidente en persona, buscaba conquistar San Juan de la Maguana y Azua de Compostela. La tercera y última, dirigida por el general Agustín Souffront, marcharía hacia Neiba.

## La Batalla
Su objetivo era dividir a las fuerzas dominicanas. Tomarían Neiba y luego las columnas de Hérard y Pierrot se unirían para atacar Azua. Los defensores, comandados por el general Santana, eran 2200 hombres; se habían hecho fuertes en una serie de puntos estratégicos del país. Produciéndose el primer enfrentamiento en fuerte del Rodeo, que consistió en un ataque sorpresa contra una columna haitiana, posicionada en Las Marías.
Además del general Pedro Santana, otros oficiales fueron reconocidos, tales como: los oficiales Manuel de Regla Mota, José María Cabral, Vicente Noble, Lorenzo Araujo, y el coronel Antonio Duvergé.
La batalla Fuente del Rodeo, se llevó a cabo el 13 de marzo de 1844 en la provincia de Bahoruco. El ejército dominicano dirigido por el general Fernando Tavera y por otra parte el ejército haitiano que superaba en cantidad al dominicano, estaba dirigido por el comandante y presidente Charles Hérard.
El ejército dominicano hizo retroceder al batallón haitiano aunque en el acto el general Tavera sufrió una herida de consideración (por lo cual fue sustituido por sus tenientes Vicente Noble y Dionisio Reyes).
Saliendo victorioso el ejército dominicano el teniente Dorvelás-Doval describe: "...el 13, al alba, una columna de alrededor de doscientos hombres, caballería e infantería, armados de fusiles, lanzas y espadas, tomó posición y atacó nuestra avanzada al grito de 'Viva la República Dominicana! Dios, Patria y Libertad ".